# Jarmila Hanzálková
Jarmila Hanzálková (20. ledna 1910 Kamenice nad Lipou – 3. března 1992 Počátky) byla česká básnířka. Byla výrazně spjata s městem Kamenice nad Lipou.

## Život
Narodila se v Kamenici nad Lipou a rodnému městu zůstala věrná celý život. Brzy po narození osiřela a její výchova byla svěřena matčině sestře, paní Žofii Širůčkové, která ji vychovala v přísně katolickém duchu. Vložila jí do vínku i lásku k literatuře, divadlu a umění.
V letech 1924–1929 Jarmila Hanzálková vystudovala Soukromý ženský učitelský ústav v klášteře sester Nejsvětější svátosti v Českých Budějovicích. Po studiu působila jako pedagog v obecné škole v Žirovnici. Po šesti letech byla překládána na různá místa (Mnich, Bohdalín, Včelnička, Kamenice). Po 17,5 letech práce ve školství onemocněla těžkou sluchovou chorobou a musela odejít do invalidního důchodu. V letech 1948–1952 byla zaměstnána jako vychovatelka ve školní družině mládeže při základní škole v Kamenici nad Lipou. Vysočinu a svoji lásku k ní vyznávala ve stovkách básní. V roce 1949 založila dětský dramatický soubor Lipka a s ním pracovala plných 40 let. A Lipka, pro kterou Jarmila Hanzálková napsala kolem 30 her, hrála nejen v Kamenici a okolí, ale zajížděla i do vzdálenějších měst – do Třeboně, Tábora, Luhačovic, Žďáru nad Sázavou, Kaplice, účastnila se Šrámkova Písku, natáčela v rozhlase i televizi. Lipka vystupovala při různých oslavách, recitacích, večerech poezie, zúčastňovala se soutěží tvořivosti mládeže, přehlídek a festivalů dětských souborů. Do roku 1985 slečna Hanzálková s Lipkou nastudovala a uvedla 46 celovečerních her a 21 večerů poezie.
Básnířka a propagátorka Vysočiny zemřela 3. března 1992. Pohřeb se konal 16. března 1992 ve smuteční síni na hřbitově Bradlo. Pohřbem Jarmily Hanzálkové se uzavřela jedna kapitola kamenické kulturní historie.

## Dílo
Kromě Lipky se věnovala spisovatelské práci – poezii, próze, dramatickým pracím, dramatizacím rozhlasových her, fejetonům atd. Jako velmi mladá dívka psala pod pseudonymem Jarmila Kamenická.
Řada her Jarmily Hanzálkové byla vydána pražskou agenturou DILIA, některé z nich vyšly po přeložení do slovenštiny v bratislavské Dilize. Nejznámější z nich jsou: O princezně, která si neuměla hrát, Rozhněvaná panenka, Slunečná Helenka, Zapomenutá studánka, V práci je štěstí člověka, Čtyřlístek štěstí, Vánoční růže, Karneval a Mladící jablíčko.
Od studentských let psala Jarmila Hanzálková články a básně, jež zveřejňovala v novinách a časopisech.
Knižně pak vyšly sbírky básní: Posláno po větru (vydaná v roce 1974), Jak hovoří klavír (vydaná v roce 1982) a Nebe nad rodnou zemí (vydaná v roce 1991).
Nevydané sbírky – Domov na Vysočině, S mým starým klavírem, Prameny srdce, Krajina domova, Letní etudy a Na motivy Vítězslava Nováka jsou uloženy v pozůstalosti (dvě posledně jmenované v Památníku národního písemnictví v Praze na Strahově).

## Vztah ke Kamenici nad Lipou
S velkou pozorností sledovala a spoluprožívala veškeré kulturní dění v samotné Kamenici. Na ty reagovala články v regionálním tisku. Například se těšila na otevření Kulturního domu v Kamenici nad Lipou 5. května 1963.
Stala se čestnou občankou města Kamenice nad Lipou. V roce 1966 jí byl udělen Zlatý Tylův odznak a v roce 1975 byla za svoji záslužnou práci v kultuře odměněna čestným titulem Zasloužilá pracovnice v kultuře. V roce 1989 Jarmila Hanzálková ukončila svoji činnost v souboru, což znamenalo zánik Lipky.